# Münzen des Mittelalters

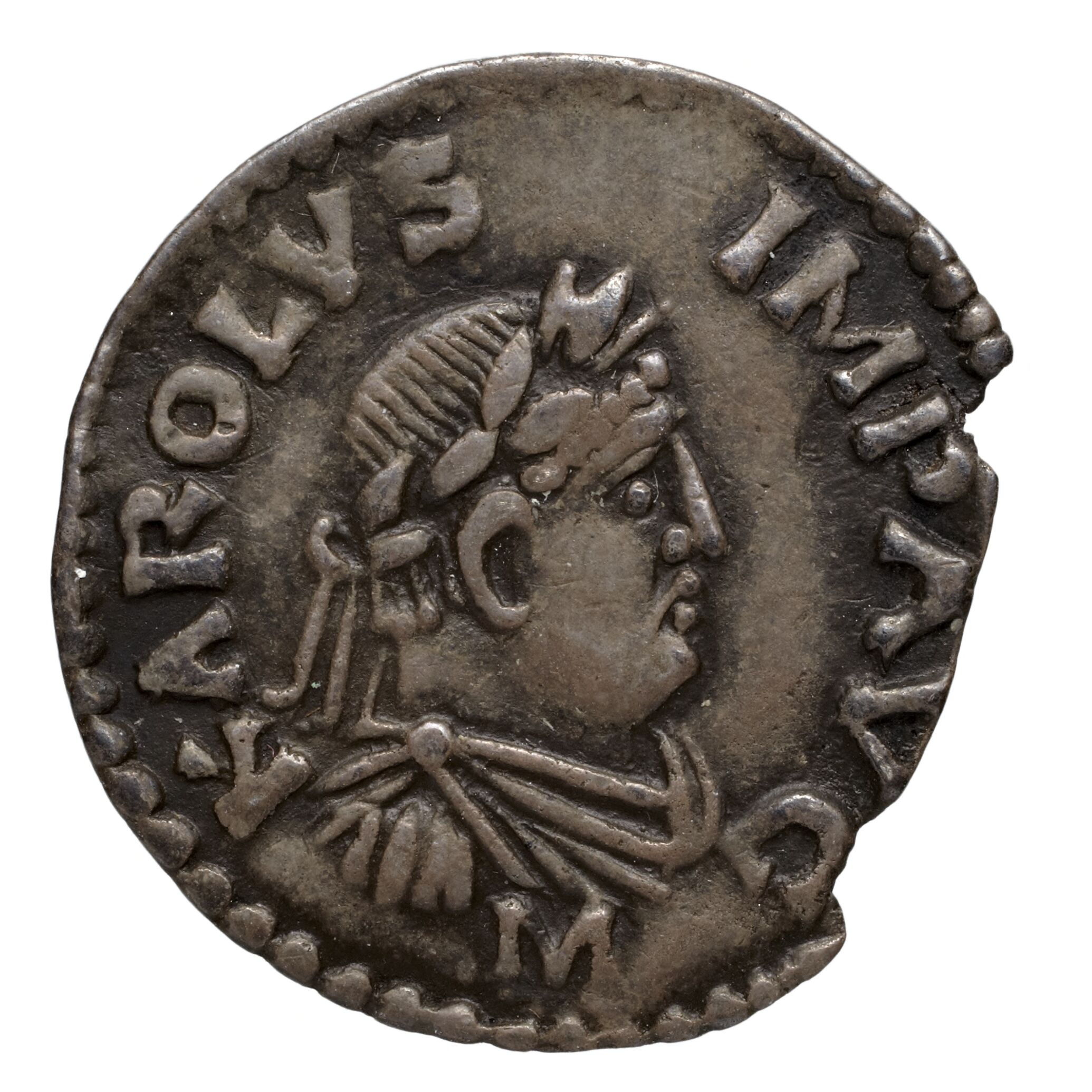
Denar mit dem Kopf Karls des Großen, Umschrift:
für. In Mainz geprägte (das M unter der Büste ist das Zeichen der Münzstätte) silberne Bildnismünze nach spätantikem Vorbild

Münzen des Mittelalters sind aus verschiedenen Regionen der Welt bekannt. Die europäischen Münzen des Mittelalters fußten auf der römischen Währung der Antike. Die römischen Münzen hatten ihre Impulse auch von den altgriechischen Münzen bezogen. Aus beiden Wurzeln entwickelten sich im Frühmittelalter auch die byzantinischen Münzen. Islamische Münzen waren zwar von den altgriechischen und den römischen Münzen beeinflusst, hatten aber als reine Schriftmünzen mit arabischer Schrift und ohne bildhafte Motive jedoch eine andere Erscheinung.

## Entwicklung der europäischen Münzen des Mittelalters

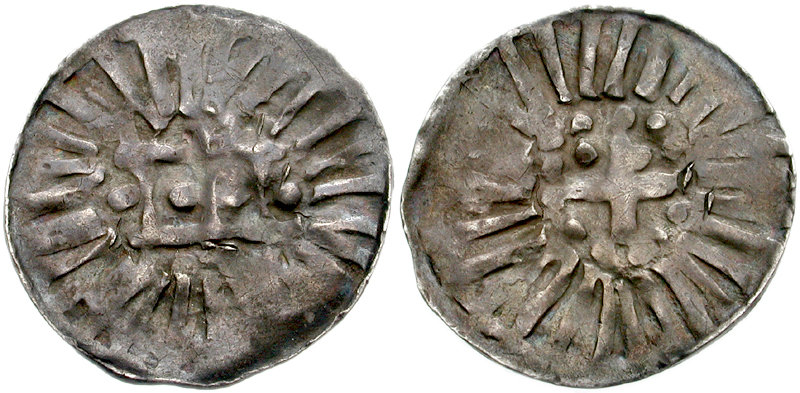
Sachsenpfennige sind die ältesten in Sachsen in einer Reichsmünzstätte im 10. und 11. Jahrhundert geprägten Münzen

Von der Spätantike bis hin zum Frühmittelalter ging der Umlauf von Münzen in Europa stark zurück. Der Tauschhandel nahm zu und größere Geldgeschäfte wurden oft mit ungemünztem Metall beglichen. Die wenigen Münzen waren meist Kopien der römischen Vorbilder. Münzordnungen der verschiedenen Herrscher legten meist nur fest, wie schwer die einzelnen Münzen sein sollten, an der Gestaltung änderten sie wenig. Im fränkischen Reich und seinen Nachfolgereichen (Frankreich, Ostfrankenreich) war der Denar oder Pfennig die nahezu ausschließlich geprägte Münze (siehe Karolingisches Münzsystem). Allerdings weitete sich das ursprünglich königliche Münzrecht im Heiligen Römischen Reich zunehmend auf weitere weltliche und geistliche Herrscher aus, was eine Vielzahl an unterschiedlichen Versionen des Pfennigs (Regionaler Pfennig seit dem 12. Jahrhundert) und eine allgemeine Verringerung des Silbergehalts der Münzen zur Folge hatte.
Die Ausprägungen im Westfrankenreich blieben dabei homogener als im Reich der Ottonen und Salier. Nur wenige Münzstätten verblieben unter königlicher Kontrolle, so Antwerpen, Maastricht, Tiel, Duisburg, Dortmund, Goslar und Hammerstein. Auf den Münzen die unter bischöflicher Kontrolle geprägt wurden, wurden die Königsnamen nicht immer zugefügt und verschwinden im 11. Jahrhundert völlig. Nur am Mittelrhein, der Kernregion der salischen Herrschaft, behauptet sich das Königtum auf Münzen. Auf den in bischöflichen Münzstätten geprägten Münzen erscheinen immer häufiger Bilder von Geistlichen. Zugleich wuchs das Prägevolumen in einigen Bereichen, wie im östlichen Sachsen durch die Ausweitung der Silberförderung im Harz, seit dem 10. Jahrhundert enorm. Spätestens im 11. Jahrhundert sollen alle Bevölkerungsschichten, wenn auch zum Teil nur in geringem Umfang, mit Münzgeld in Berührung gekommen sein. Als Ursachen für den verstärkten Münzgeldbedarf werden die expansive Politik der Ottonen, verstärkte Urbanisierung und der Import von Waren vermutet. Münzfunde in Skandinavien enthalten nun nicht mehr hauptsächlich arabische und englische Münzen (Danegelt als Tributzahlung an die Wikinger), sondern immer mehr deutsche Münzen. Gleiches gilt für Münzfunde in Russland, wobei zwischen Kurland, Ostpreußen und Litauen Barren und Hacksilber vorherrschten. Es dominieren sächsische Münzen deutlich vor bayrischen, woraus geschlussfolgert wird, dass der Fernhandelsweg von Magdeburg nach Russland erheblich wichtiger war, als der von Regensburg aus. Friesische, westfälische und rheinische Münzen belegen einen Handelsweg, der vom Rhein und von Friesland aus über die norwegische Küste und das Nordkap nach Finnland und Russland führte und die um das Jahr 1000 herum noch von den Wikingern beherrschte Ostsee umging. Diese Epoche wird deshalb geldgeschichtlich aus als Periode des Fernhandeldenars bezeichnet. Die Ausfuhr deutscher Münzen ging nach 1125 stark zurück, weil der Austausch von Waren den Abfluss von Silber ersetzte. Mit dem noch stärker ansteigenden Handelsvolumen mit Osteuropa hätte das in Deutschland verfügbare Silber auch nicht mehr zur Bezahlung der aus Osteuropa importierten Waren genügt. Auch wegen dieses fehlenden Münzzuflusses aus Deutschland begann im 10. und 11. Jahrhundert auch in Osteuropa eine eigenständige Münztradition. Erst seitdem werden in Osteuropa Münzen als zählbare Einheiten und nicht allein als Kleinbarren einer Gewichtsgeldwirtschaft betrachtet.

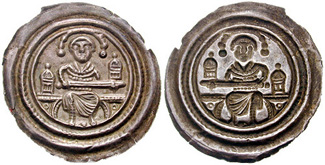
Brakteat etwa 1170–1212, aus der herzoglich-askanischen Münzstätte Wittenberg

Von Mitte des 12. Jahrhunderts bis ins 14. Jahrhundert waren fast im gesamten deutschsprachigen Raum (mit Ausnahme des Rheinlands) Brakteaten die vorherrschende Münzsorte. Diese dünnen, einseitig geprägten silbernen Pfennigmünzen setzten gewissermaßen den Prozess des Gewichtsverlustes der alten Pfennige fort. Mit der geringen Dicke der Münzen vergrößerte sich aber der Durchmesser, was vorübergehend Gelegenheit für eine etwas kunstvollere Gestaltung der Münzbilder bot. Zwar blieben Herrscherbilder dominierend, aber zunehmend tauchten auch andere Motive auf. Für die Thüringer Landgrafen ist der Reiterbrakteat der Münzstätten Eisenach und Gotha von etwa 1150 bis 1247, geprägt unter den Ludowingern und ab 1247 bis etwa 1290 unter den Wettinern nach der Vereinigung von Meißen und Thüringen, die typische Pfennigmünze. Im Spätmittelalter verfiel dann aber auch die Gestaltung der Brakteaten zusehends. In einigen Schweizer Kantonen wurden noch bis ins 18. Jahrhundert brakteatenartige Rappen, Haller und Angster hergestellt. Brakteaten wurden von Zeit zu Zeit „verrufen“, d. h. für ungültig erklärt und von den Münzherren zurückgefordert, um sie gegen eine geringere Menge neue Münzen umzutauschen. Der Abschlag konnte bis zu 25 % betragen. Dies war eine damals übliche Form der Steuererhebung. Da solche Münzverrufungen immer rascher aufeinander folgten, entstand Unmut und der Ruf nach einem dauerhaften Geld, einem sogenannten „ewigen Pfennig“. Dies führte zur Aufgabe der Brakteaten.
Die erste europäische Münze, die eine Jahreszahl aufweist, ist ein Pfennig aus Roskilde, Dänemark. Die Münze mit der Jahreszahl 1234 (ANNO DOMINI MCCXXXIIII) wurde durch den Bischof Niels Stigsen vermutlich als Andenken an die spezielle Zahlenfolge des Prägejahrs ausgegeben. Erst 138 Jahre später wurden wieder Münzen mit Jahreszahlen geprägt. Die ältesten datierten deutschen Münzen sind Groschen von Reinhard von Schönforst (1369–1396) aus der Münzstätte Jungheit vor Aachen von 1372.

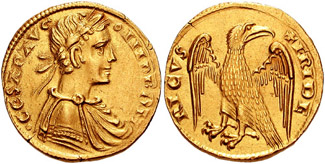
Augustale von Friedrich II., geprägt in Messina nach 1231

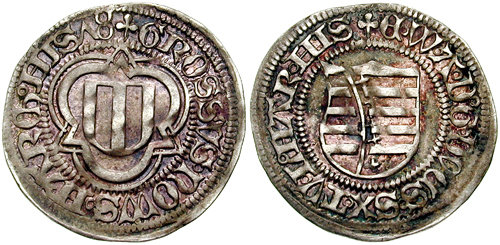
Kurfürst Ernst, Herzog Albrecht, Herzog Wilhelm III. (1465–1482), Spitzgroschen 1478, Mmz. Kleeblatt, Münzstätte Zwickau

Goldmünzen wurden im Früh- und Hochmittelalter in Mittel- und Nordeuropa nur selten geschlagen, während das Byzantinische Münzwesen weiter vor allem auf Gold gründete. Speziell für das Münzwesen der Merowinger wird ein Goldmangel vermutet, der dazu führte, dass um 680 ein größeres Geldvolumen auf Silber- statt auf Goldmünzen beruhte. Zu den prachtvollsten Goldmünzen zählen die Augustalen Friedrichs II., die aber nur in geringen Umfang geprägt wurden. Erst im 13. Jahrhundert setzten wieder verstärkte Goldprägungen ein. Diese Entwicklung ging von den italienischen Handelsstädten aus, allen voran Florenz mit den Florenen und Venedig mit den erstmals 1284 geprägten Dukaten (auch Zechinen genannt). Durch den wirtschaftlichen Einfluss der Städte verbreiteten die Münzen sich schnell und viele Herrscher nahmen sie als Vorbild für eigene Prägungen. In Frankreich und England waren Goldmünzen weiter verbreitet und die einzelnen Stücke deutlich größer als im Reich. Als weitere Entwicklung des 13. Jahrhunderts kam in Deutschland der Groschen als größere Silbermünze auf. Die Münzbilder des Groschens zeigten erstmals verstärkt auch Fürsten des jeweiligen Territoriums. Insgesamt nahm die Kunstfertigkeit der Prägungen wieder zu. Stilelemente der Gotik zeigten sich auf den Münzen.
Im deutschen Münzrecht war das Jahr 1356 ein entscheidendes Datum, als der Kaiser mit einer „Goldenen Bulle“ das Münzrecht der Kurfürsten ausdrücklich anerkannte. Zuvor war bereits der reichsfreien Stadt Lübeck 1340 erstmals das Prägen von Goldgulden zugestanden worden. Von diesem Zeitpunkt bis 1871 war die Münzgeschichte in Deutschland von großer Vielfalt geprägt, da viele Staaten ihr eigenes Geld ausgaben.
Das Wissen um die zeitliche Einordnung der Münzen ist bei archäologischen Untersuchungen von großem Nutzen, da durch die Münzen, insbesondere durch die sogenannte Schlussmünze (die jüngste der Münzen) die ausgegrabenen Schichten besser datiert werden können.

## Münznominale des Mittelalters
- Heller:  Bis zur Einführung der Mark war der Heller die kleinste Münze. Der Heller wurde um 1200 in Schwäbisch Hall geprägt, wovon sich auch sein Name ableitet.
- Pfennig bzw. Denar
- Kreuzer:  Der Kreuzer hatte seinen Namen vom Doppelkreuz auf der Vorderseite.
- Schilling bzw. Groschen
- Batzen
- Pfund  (Namensherkunft von Gewichtseinheit, siehe Karlspfund)  oder auch:  (Florentiner) Gulden (Name vom Material)

In anderen Ländern u. a.:
- Denier (Münze)
- Dukaten  (Name von lat. dux, ducis, der Fürst)
- Louis d’or  (Frankreich, Name nach König Ludwig; aus Gold)
- Sceatta
- Styca

Wertangaben lassen sich endgültig keine geben, da bei der Prägung der Münzen der Edelmetallgehalt stark schwankte, das heißt in der Praxis im Laufe der Zeit abnahm. Die Inhaber des örtlichen Münzrechts schmolzen insbesondere fremde hochwertige Münzen ein, um daraus eigene Münzen mit verringertem Feingehalt zu prägen. Den Unterschied zwischen dem bis zu diesem Zeitpunkt bekannten Silber- oder Goldgehalt zum neuen niedrigeren Wert konnte der Münzrechtsinhaber als Gewinn einstreichen.
Auch die Kaufkraft der Münzen schwankte erheblich unter dem Eindruck von wirtschaftlichen Erfolgs- und Krisenzeiten, Kriegen und Seuchen. (Siehe dazu auch „Böse Halser“, Schinderlinge der spätmittelalterlichen Inflation.)
Die Umrechnungstabelle soll nur einen Anhaltspunkt für die relativen Werte der Münzen geben. Da es eine Vielzahl von Währungen gab, gab es auch unterschiedliche Umrechnungssysteme. So konnte der Taler einen Wert von 20 bis 48 Schilling bzw. Groschen haben, während der Groschen manchmal auch mehr oder weniger als 12 Pfennige wert war, der Taler auch einem Gulden entsprechen konnte usw.
| Münze bzw. Rechnungsmünze     | entspricht   | in Pfennig |
| ----------------------------- | ------------ | ---------- |
| Heller                        |              | ½          |
| Pfennig (Denar)               | 2 Heller     | 1          |
| Kreuzer                       |              | 4          |
| Schilling (Solidus), Groschen | 3 Kreuzer    | 12         |
| Batzen                        | 4 Kreuzer    | 16         |
| Pfund, Gulden                 | 20 Schilling | 240        |
| Taler                         | 30 Schilling | 360        |